# Mistrovství světa ve sportovním lezení 2011
Mistrovství světa ve sportovním lezení 2011 (anglicky: IFSC Climbing World Championship, francouzsky: Championnats du monde d'escalade, italsky: Campionato del mondo di arrampicata, německy: Kletterweltmeisterschaft) se uskutečnilo jako jedenáctý ročník 15.—24. července v Arcu pod hlavičkou Mezinárodní federace sportovního lezení (IFSC), poprvé v Itálii, každoročně zde však na podzim probíhá také světoznámý Rock Master. Závodilo se v lezení na obtížnost, rychlost a v boulderingu.

## Průběh závodů

### Češi na MS
Adam Ondra zde získal medaile ve dvou disciplínách, bronzovou v lezení na obtížnost a stříbrnou v boulderingu.

### Výsledky mužů a žen
| obtížnost                   | obtížnost             | rychlost             | rychlost              | bouldering              | bouldering                  |  |
| --------------------------- | --------------------- | -------------------- | --------------------- | ----------------------- | --------------------------- |  |
| muži                        | ženy                  | muži                 | ženy                  | muži                    | ženy                        |  |
| 1. Ramón Julián Puigblanque | 1. Angela Eiterová    | 1. Čung Čchi-sin     | 1. Marija Krasavinová | 1. Dmitrij Šarafutdinov | 1. Anna Stöhr               |  |
| 2. Jakob Schubert           | 2. Kim Ča-in          | 2. Stanislav Kokorin | 2. Anna Cyganovová    | 2. Adam Ondra           | 2. Sasha DiGiulian          |  |
| 3. Adam Ondra               | 3. Magdalena Röck     | 3. Danyjil Boldyrev  | 3. Tamara Kuzněcovová | 3. Rustam Gelmanov      | 3. Juliane Wurmová          |  |
|                             |                       |                      |                       |                         |                             |  |
| 79.—80. Petr Čermák         | 26. Tereza Svobodová  | 5. Libor Hroza       | —                     | 7. Martin Stráník       | 33.—34. Petra Růžičková     |  |
| 91.—92. Tomáš Binter        | 43.—45. Lucie Hrozová | 70.—73. Martin Micka | —                     | 43.—45. Ondřej Nevělík  | 47.—50. Karolína Nevělíková |  |
| 100. Stanislav Pekárek      | —                     | 70.—73. Adam Ondra   | —                     | 85. Jan Jeliga          | —                           |  |
| 123.—124. Martin Klemsa     | —                     | —                    | —                     | —                       | —                           |  |
| 8 finalistů                 | 8 finalistek          | 8/4 finalistů        | 8/4 finalistek        | 6 finalistů             | 6 finalistek                |  |
| 26 semifinalistů            | 26 semifinalistek     | 16 semifinalistů     | 16 semifinalistek     | 20 semifinalistů        | 20 semifinalistek           |  |
| 130 mužů                    | 73 žen                | 73 mužů              | 55 žen                | 139 mužů                | 69 žen                      |  |

### Čeští Mistři a medailisté
| Disciplína | Lezec/lezkyně | Zlato | Stříbro          | Bronz            |
| ---------- | ------------- | ----- | ---------------- | ---------------- |
| Obtížnost  | Adam Ondra    |       |                  | Bronzová medaile |
| Bouldering | Adam Ondra    |       | Stříbrná medaile |                  |

### Medaile podle zemí
| pořadí | stát        | Zlatá medaile | Stříbrná medaile | Bronzová medaile | celkem |
| ------ | ----------- | ------------- | ---------------- | ---------------- | ------ |
| 1.     | Rusko       | 2             | 2                | 1                | 5      |
| 2.     | Rakousko    | 2             | 1                | 1                | 4      |
| 3.     | Španělsko   | 1             | 0                | 0                | 1      |
| 3.     | Čína        | 1             | 0                | 0                | 1      |
| 5.     | Česko       | 0             | 1                | 1                | 2      |
| 6.     | Jižní Korea | 0             | 1                | 0                | 1      |
| 6.     | USA         | 0             | 1                | 0                | 1      |
| 8.     | Ukrajina    | 0             | 0                | 1                | 1      |
| 8.     | Kazachstán  | 0             | 0                | 1                | 1      |
| 8.     | Německo     | 0             | 0                | 1                | 1      |

### Zúčastněné země
| 1.   | Španělsko          | Rakousko           | Čína               | Rusko      | Rusko              | Rakousko           |
| 2.   | Rakousko           | Jižní Korea        | Rusko              | Kazachstán | Česko              | USA                |
| 3.   | Česko              | Slovinsko          | Ukrajina           | Čína       | Rakousko           | Německo            |
| 4.   | Norsko             | USA                | Česko              | Polsko     | Švýcarsko          | Rakousko           |
| 5.   | Francie            | Švýcarsko          | Polsko             | Venezuela  | Německo            | USA                |
| 6.   | Jižní Korea        | Rusko              | Venezuela          | Itálie     | Itálie             | Německo            |
| 7.   | Rusko              | Japonsko           | Kazachstán         | Ukrajina   | Spojené království | Rusko              |
| 8.   | Německo            | Itálie             | Írán               | Francie    | Ukrajina           | Japonsko           |
| 9.   | Japonsko           | Francie            | Indonésie          | Indonésie  | Kanada             | Francie            |
| 10.  | Švýcarsko          | Ukrajina           | Itálie             | Švýcarsko  | Slovinsko          | Slovinsko          |
| 11.  | Kanada             | Česko              | Německo            | Rakousko   | Finsko             | Jižní Korea        |
| 12.  | Ukrajina           | Norsko             | Ekvádor            | Německo    | Francie            | Ukrajina           |
| 13.  | Nizozemsko         | Španělsko          | Maďarsko           | USA        | Japonsko           | Spojené království |
| 14.  | Írán               | Nizozemsko         | USA                | Írán       | Španělsko          | Švýcarsko          |
| 15.  | Slovinsko          | Maďarsko           | Lotyšsko           | Slovensko  | Brazílie           | Norsko             |
| 16.  | Itálie             | Čína               | Rakousko           | Ekvádor    | USA                | Itálie             |
| 17.  | Brazílie           | Indonésie          | Kanada             | Kanada     | Norsko             | Finsko             |
| 18.  | Chile              | Izrael             | Švýcarsko          | Maďarsko   | Jižní Korea        | Kazachstán         |
| 19.  | Mexiko             | Ekvádor            | Gruzie             | Bulharsko  | Nizozemsko         | Česko              |
| 20.  | Bělorusko          | Kazachstán         | Chorvatsko         | Slovinsko  | Írán               | Turecko            |
| 21.  | Spojené království | Írán               | Belgie             | Norsko     | Mexiko             | Čína               |
| 22.  | USA                | Brazílie           | Slovinsko          | Gruzie     | Lotyšsko           | Kanada             |
| 23.  | Čína               | Turecko            | Severní Makedonie  | —          | Čína               | Maďarsko           |
| 24.  | Finsko             | Spojené království | Norsko             | —          | Švédsko            | Írán               |
| 25.  | Izrael             | Kanada             | Spojené království | —          | Indonésie          | Nizozemsko         |
| 26.  | Švédsko            | Portugalsko        | Nový Zéland        | —          | Slovensko          | Portugalsko        |
| 27.  | Slovensko          | Chorvatsko         | Peru               | —          | Chile              | Slovensko          |
| 28.  | Kolumbie           | Honduras           | Španělsko          | —          | Bělorusko          | Bulharsko          |
| 29.  | Kazachstán         | Mexiko             | —                  | —          | Austrálie          | Gruzie             |
| 30.  | Ekvádor            | Jižní Afrika       | —                  | —          | Irsko              | Jižní Afrika       |
| 31.  | Malajsie           | Argentina          | —                  | —          | Turecko            | Chorvatsko         |
| 32.  | Singapur           | —                  | —                  | —          | Malajsie           | Brazílie           |
| 33.  | Polsko             | —                  | —                  | —          | Filipíny           | Honduras           |
| 34.  | Venezuela          | —                  | —                  | —          | Litva              | Ekvádor            |
| 35.  | Belgie             | —                  | —                  | —          | Kostarika          | Litva              |
| 36.  | Chorvatsko         | —                  | —                  | —          | Bulharsko          | —                  |
| 37.  | Turecko            | —                  | —                  | —          | Chorvatsko         | —                  |
| 38.  | Filipíny           | —                  | —                  | —          | Kazachstán         | —                  |
| 39.  | Nový Zéland        | —                  | —                  | —          | Kolumbie           | —                  |
| 40.  | Kostarika          | —                  | —                  | —          | Singapur           | —                  |
| 41.  | Lotyšsko           | —                  | —                  | —          | Gruzie             | —                  |
| 42.  | Čínská Tchaj-pej   | —                  | —                  | —          | Portugalsko        | —                  |
| 43.  | Peru               | —                  | —                  | —          | Honduras           | —                  |
| 44.  | Portugalsko        | —                  | —                  | —          | Ekvádor            | —                  |
| 45.  | Gruzie             | —                  | —                  | —          | Čínská Tchaj-pej   | —                  |
| 46.  | Honduras           | —                  | —                  | —          | Peru               | —                  |
| 47.  | Severní Makedonie  | —                  | —                  | —          | Nový Zéland        | —                  |
| 48.  | Jordánsko          | —                  | —                  | —          | —                  | —                  |
| (56) | 48                 | 31                 | 28                 | 22         | 47                 | 32                 |